# Dream of a Child
Dream Of a Child är det tredje soloalbumet av Burton Cummings som tidigare var med i gruppen The Guess Who utgivet 1978. Albumet har en tydlig Pop / Rock och Balladkaraktär.

## Låtlista
1. Break It to Them Gently - 4:36 (Burton Cummings)
2. Hold On! I'm Comin' - 2:51 (Isaac Hayes / David Porter)
3. I Will Play a Rhapsody - 3:13 (Burton Cummings)
4. Wait by the Water - 3:00 (Bobby Darin)
5. When a Man Loves a Woman - 3:06 (Calvin Lewis / Andrew Wright)
6. Shiny Stockings - 2:26 (Frank B. Foster / Jon Hendricks)
7. Guns, Guns, Guns - 4:11 (Burton Cummings)
8. Takes a Fool to Love a Fool - 3:08 (Burton Cummings)
9. Meanin' So Much - 4:06 (Burton Cummings)
10. It All Comes Together - 2:34 (Burton Cummings)
11. Roll with the Punches - 3:42 (Burton Cummings)
12. Dream of a Child - 4:26 (David Forman)

Bonusspår, endast utgivna på CD-versionen av albumet
1. Sweet Nothin's - 2:44 (Burton Cummings)
2. Wild Child - 3:27 (Burton Cummings)

## Medverkande
- Burton Cummings – sång, flygel, elpiano, Oberheims

- Bill Payne - Oberheims
- Hammondorgel - Jimmy Phillips
- Elektrisk gitarr - Dick Wagner/Randy Bachman/Steve Cropper/Jeff "Skunk" Baxter/Norman MacPherson
- Pedal Steel Guitar - Tom Brumley
- Akustisk Gitarr - Randy Bachman/Trevor Veitch
- Basgitarr - Ian Gardiner
- Trummor - Jim Gordon/Rick Shlosser/Jeff Porcaro
- Slagverk - Phyllis St. James/ Randy Bachman/Burton Cummings
- Saxofon - Plas Johnson/Jim Horn
- Bakgrundssång - Becky Lopez/Vinetta Fields/Shirlee Matthews
- Handklapp etc - The Cherokee Studio All-Stars
- Blåsorkesterarrangemang under ledning av Steve Madaio
- Producent - Burton Cummings